# Tommaso Villa
Tommaso Villa, italijanski politik, * 1832, Canale d'Alba, † 1915, Torino.
Villa je v svoji politični karieri bil: predsednik Poslanske zbornice Italije (1895–97, 1900–02), minister za notranje zadeve Italije (1879), minister za pravosodje Italije (1879–81),...